# Mister Maker Comes to Town
Mister Maker: Pé na Estrada é um spin-off da televisão infantil Mister Maker encomendada por Michael Carrington na BBC para CBeebies. A série de TV foi lançada em 2010 e encerrada em 2011. Seguiram-se dois spin-offs, Mister Maker Around The World, que começou a ser exibido no CBeebies em 2013 e o Mister Maker's Arty Party, que começou a ser exibido no CBeebies em dezembro de 2015.

## Sequência de episódios
Cada episódio tem a seguinte sequência:
1. Helps a child with something they can make out of
2. Shape dance and guessing game
3. Minute make it time
4. Coloured Kids
5. Big surprise
6. Time to go

No início de cada show, o Mister Maker usa vários objetos para criar um Makermobile. Ele se encolhe, então o episódio começa. Tocky, o relógio de cuco dá ao Mister Maker uma "mensagem do Mini maker", que é uma criança que precisa da ajuda do Mister Maker. A criança diz ao Mr. Maker se ele gostaria de fazer algo ou criar algo com coisas antigas. Isso o inspirou a fazer algo relacionado a eles. Ele recolhe as coisas necessárias nas gavetas do Doodle e faz. Quando Mister Maker não conseguiu encontrar o que precisava, ele tocou a buzina, convocando Scraps, que lhe deu o que queria. Depois que eles fazem isso, o Sr. Maker diz que "é brilhante estar circulando no Makermobile. Sempre há muito o que ver e fazer. " Então ele ouve um barulho, as formas voam e fazem uma música boba e dançam, seguidas por uma forma selecionada aleatoriamente (círculo, triângulo, quadrado ou retângulo) para formar uma imagem ou descobrir quantas (forma particular) existem . Tocky aparece no Makervideophone para Minute Make Time e o Mister Maker irá para um local onde ele poderá fazer algo em um minuto, geralmente completando-o pouco antes do cronômetro parar. Em seguida, as crianças coloridas pedirão do videofone ao Mister Maker que adivinhem o que fariam com seus trajes coloridos. É seguido por A Big Surprise, onde o Mister Maker vê algumas crianças que não estavam esperando por ele, então as crianças dizem ao Mister Maker o que gostariam de fazer, depois o Mister Maker diz às crianças o que elas usarão para fazer, e isso dê uma ideia do que fazer a seguir. No meio de fazê-lo, ele nos diz por que não fazer um (insira algo relacionado ao que os Mini Makers estão fazendo aqui). O show termina com Tocky dizendo ao Mister Maker para ir e depois mostrando o Mister Maker colocando o Makermobile de volta na caixa de arte.